# Pavão (portugalski piłkarz)
Pavão, właśc. Fernando Pascoal Neves (ur. 12 lipca 1947 w Chaves – zm. 16 grudnia 1973 w Porto) – portugalski piłkarz występujący na pozycji pomocnika, wychowanek FC Porto, sześciokrotny reprezentant Portugalii.

## Kariera
Pavão rozpoczął swoją karierę w szkółce piłkarskiej FC Porto, gdzie w 1965 roku włączono go do kadry pierwszego zespołu. W klubie tym występował przez całą swoją karierę.
W grudniu 1973 roku w 13. minucie spotkania z Vitórią Setúbal nagle upadł na murawę, a następnie zmarł w wieku 26 lat w wyniku zawału serca.